# یواس‌اس مینگو (اس‌اس-۲۶۱)
یواس‌اس مینگو (اس‌اس-۲۶۱) (به انگلیسی: USS Mingo (SS-261)) یک زیردریایی بود که طول آن ۳۱۱ فوت ۹ اینچ (۹۵٫۰۲ متر) بود. این زیردریایی در سال ۱۹۴۲ ساخته شد.